# セベ・バレステロス

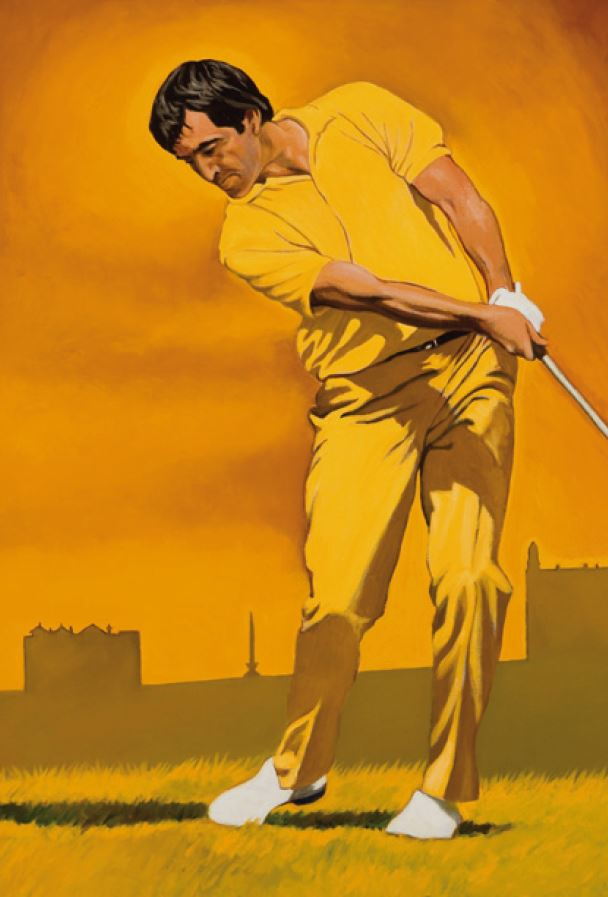
セベ・バレステロス

セベ・バレステロス（Seve Ballesteros、本名: Severiano Ballesteros Sota (セベリアーノ・バジェステロス・ソタ) 、1957年4月9日 - 2011年5月7日）は、スペインのカンタブリア州ペドレーニャ出身のプロゴルファー。「セベ」の愛称で親しまれ、欧州ツアー50勝(歴代1位)、米PGAツアー9勝、日本でも日本オープン2年連続優勝など全世界で91勝を挙げるなどし、ゴルフ史上に残る名プレーヤーの一人に数えられる。

## 来歴
酪農家の家庭に男ばかり4人兄弟の末っ子として生まれる。キャディのアルバイトをしていた兄の影響でゴルフに触れ、7歳のときにもらった3番アイアンのヘッドに枯れ枝を取り付けてクラブに見立て、小石を打つなどして遊ぶことによりゴルファーとしての基礎を自然と身に付けた。8歳になると本物の3番アイアンを手に入れ自分の体の一部のように終始離さず、たった一個のボールが擦り切れて中のゴムが露出するまで打ち続けた彼は、12歳の頃にはスクラッチプレーヤーの腕前に達し、1974年わずか16歳でプロとなる早熟ぶりだった。180cm・78kgのバランスの取れた体格はゴルフをするために生まれてきたと評されプロ転向してから2年後の1976年に欧州ツアー初優勝、この年19歳の若さで欧州ツアーの賞金王に輝いた。1976年のマスターズ直前には米ゴルフダイジェスト誌が「史上初めての10代優勝の可能性」と特集を組むほどの逸材だった。日本ツアーでも1977年に日本オープンでツアー史上最年少優勝を飾った。マスターズの初優勝は1980年だったが、当時の最年少優勝記録を更新する勝利だった（後にこの記録はタイガー・ウッズに破られた）。その前年22歳でジ・オープンでメジャー大会初優勝。メジャー大会では通算5勝している。
また1997年のライダーカップではキャプテンとしてホセ・マリア・オラサバル、ミゲル・アンヘル・ヒメネスらと共にヨーロッパチームを勝利に導いた。1999年に世界ゴルフ殿堂入り。
全盛期の1980年代には世界ランキング1位を通算「61週」保持するなどの強さを誇り、マスターズ初優勝時にはコメントを求められたジャック・ニクラスが「彼の将来にはたくさんのグリーンジャケットが待っている」と語るなど期待されていた。
しかし1991年に6回目の欧州ツアー賞金王を獲得以降次第にスランプへ陥る。その後メタルウッドやチタンウッドが登場した頃からスイング改造の失敗でさらに調子を崩し世界ランキングは急降下、腰痛や膝痛にも悩まされて全盛期の輝きを取り戻すことなく2007年7月16日に競技ゴルフから退く事を表明した (最後の欧州ツアー優勝は1995年) 。
2008年10月6日にスペインのマドリード空港で倒れ、意識不明のまま病院に搬送された。精密検査の結果、脳腫瘍と判明。計4度の腫瘍摘出手術と化学療法により一旦はゴルフができるまでに回復したが2011年5月7日、長い闘病生活の末ペドレニャの自宅で亡くなった。54歳没。

## プレースタイル
全盛期には天才の名をほしいままにし、圧倒的な存在感でライバルたちを恐れさせた。彼のゴルフスタイルはジーン・サラゼンの言葉に代表される様に飛ばし屋の攻撃的ゴルファーの典型だった。ドライバーの安定感はトップ選手らしからぬものだったが、アイアンショットの切れ味鋭く、また多種多様なショットを放つことができ、林の中からなどグリーンを簡単には狙えないような所からでもバーディーを奪ったりすることから、「七色のアイアンショット」と呼ばれた。
プレーを語るにあたり、非常に有名なのが1979年の全英オープンでの最終日の“駐車場ショット”である。16番ホールでティーショットを大きく右に曲げ臨時駐車場の車の下にボールを打ち込んでしまったセベは、ルール上の救済により車を移動し打球可能な状態にはなったが、優勝を争う立場としては苦しい状況となった。ところがこの芝生の生えていない土の上から、グリーンも見えない中、ホールカップからわずか4mあまりの所にボールを乗せ、まさかのバーディーを奪い自身初めてのメジャータイトル獲得を手繰り寄せた。このプレーはジ・オープンの語り草となっている。またアプローチやバンカーショットなどのショートゲームも巧みで、特にパッティングはゴルフ史上に残る名手の一人と評される。

## 評価
彼の訃報に接して、タイガー・ウッズは独創性を評価、ジャック・ニクラスは「情熱を持ち、偉大なエンターテイナーであった」、ニック・プライスは「ほとんどの選手は30から40種類の技術しか持っていないところ、1万通りの技術を持っていた」と語り、「欧州PGAツアーはバレステロスの存在なくしてなかった」と述べた。日本においても、中嶋常幸は1986年のマスターズでの思い出を語りながらライバルの死に涙を流し、青木功はフロリダ州の家に招待されたこと、尾崎将司はトラブルからの神懸り的な脱出ショットについての思い出を語った。石川遼も「隣のホールや林の中からのリカバリーショットなどの伝説に憧れていた」と語った。

### 生前に寄せられた論評
- ニクラスにはパット。俺には飛距離。ゴルフの神様は誰しもに必ずひとつ欠点を与える。ただしセベ以外には。(リー・トレビノ)
- トム・ワトソンはスイングを完璧にしようと考えている。セベは勝つことだけを考えている。(バイロン・ネルソン)
- セベはほとんど完璧なゴルファー。トラブルに見えても彼にとってはそれは難問じゃないんだ。(ベン・クレンショー)
- とにかく上手かった。憧れてよくマネをした。(丸山茂樹)
- まるでフェラーリのような躍動感で、他のプレーヤーとは全然違った。(横田真一)
- このひとには不可能はないのかと思っていた。(丸山大輔)
- 多様にボールを操る技術はタイガーよりずっと上だろう。（倉本昌弘）

## 日本での活躍
既に世界のトッププレーヤーとなっていた1970年代後半から1980年代にかけて毎年のように来日し、1977年には20歳7ヶ月で日本オープンに優勝し日本ツアー最年少優勝記録を作った（2007年に石川遼が更新するまで最年少記録として残った）。1978年の日本オープンでも2連覇を果たしたほか、1988年にはVISA太平洋クラブマスターズに勝ち、ダンロップフェニックストーナメントでは1977年と1981年の2度優勝する等、たびたび上位に顔を出したため日本人選手にとっても強敵だった。日本ツアーでの最後の優勝は、1991年の国際招待ゴルフ・中日クラウンズ。
またサッポロ「黒ラベル」のCMに出演するなど、日本での人気も高かった。また2000年代になってからも、ときおりゴルフ雑誌で特集が組まれるなどしている。2011年3月11日の東日本大震災の5日後、3月16日には自身のHPに「日本、私はあなたとある」と記していた。しかしながら、その僅か2ヶ月後に訃報に接することとなり、日本のゴルフ界が悲しみに包まれた。その死を悼み、この年11月のダンロップフェニックストーナメントでは、開催会場の宮崎フェニックスカントリークラブで追悼展示が行われ、その勇姿に思いを馳せるとともに、在りし日のバレステロスを偲んだ。

## メジャー大会優勝
- マスターズ: 2勝 (1980年、1983年)
- 全英オープン: 3勝 (1979年、1984年、1988年)

## その他
彼がコース監修に携わったゴルフクラブは4ヵ所ある。
- セベバレステロスゴルフクラブ泉コース (福島県いわき市) [17]
- セベバレステロスゴルフクラブ (茨城県稲敷市 デビット・トーマスと共同監修) [18]
- パシフィックブルーゴルフ&リゾート国東（旧BFRゴルフクラブ、大分県国東市） - 1986年7月に運営会社が設立され、1991年4月にオープンしたものの資金調達先のトラブルやバブル崩壊、立地面による利用者の伸び悩みにより巨額の債務超過におちいり、2007年整理回収機構より会社更生法の適用の申し立てがなされた。その後会員権の分割がなされ、ソウルから大分空港への定期便、別府温泉の存在などにより、韓国人会員が急増、10億3000万円で韓国のErum Holdings Co.Ltdに売却された[19]
- オークウッドゴルフクラブ（北海道早来町）（現：安平ゴルフ倶楽部（旧：セベズヒルゴルフクラブ））